# Fontaine-sous-Jouy
Fontaine-sous-Jouy là một xã thuộc tỉnh Eure trong vùng Normandie miền bắc nước Pháp.